# Bitwa pod Berezą
Bitwa pod Berezą – walki polskiej 14 Dywizji Piechoty gen. Daniela Konarzewskiego z oddziałami sowieckich 17. i 19 Dywizji Strzelców w czasie ofensywy jesiennej wojsk polskich w okresie wojny polsko-bolszewickiej.

## Sytuacja ogólna
Realizując w drugiej połowie sierpnia 1920 operację warszawską, wojska polskie powstrzymały armie Frontu Zachodniego Michaiła Tuchaczewskiego. 1 Armia gen. Franciszka Latinika zatrzymała sowieckie natarcie na przedmościu warszawskim, 5 Armia gen. Władysława Sikorskiego podjęła działania ofensywne nad Wkrą, a ostateczny cios sowieckim armiom zadał marszałek Józef Piłsudski, wyprowadzając uderzenie znad Wieprza. Zmieniło to radykalnie losy wojny. Od tego momentu Wojsko Polskie było w permanentnej ofensywie.
Po wielkiej bitwie nad Wisłą północny odcinek frontu polsko-sowieckiego zatrzymał się na zachód od linii Niemen – Szczara. Na froncie panował względny spokój, a obie strony reorganizowały swoje oddziały. Wojska Frontu Zachodniego odtworzyły ciągłą linię frontu już 27 sierpnia. Obsadziły one rubież Dąbrówka – Odelsk – Krynki – Grodno – Grodek Kamieniec Litewski. Stąd Tuchaczewski zamierzał w przeprowadzić koncentryczne natarcie na Białystok i Brześć, by dalej ruszyć na Lublin. Uderzenie pomocnicze na południu miała wykonać między innymi 1 Armia Konna Siemiona Budionnego.
Reorganizując siły, Naczelne Dowództwo Wojska Polskiego zlikwidowało dowództwa frontów i rozformowało 1. i 5. Armię. Na froncie przeciwsowieckim rozwinięte zostały 2., 3., 4. i 6. Armie. 4 Armia gen. Leonarda Skierskiego została przerzucona z rejonu Łomży na wschód. Dywizje obsadziły front wzdłuż linii kolejowej Bielsk – Brześć – Włodawa. 14 Dywizja Piechoty obsadziła front od Wilamowicz do Brześcia. Po ściągnięciu posiłków z głębi Rosji bolszewicy uzyskali przewagę na odcinku frontu polskiej 4 Armii. Generał Skierski postanowił uprzedzić uderzenie sowieckie na Brześć. 14 Wielkopolska Dywizja Piechoty rozpoczęła działania w kierunku na Kobryń.

## Walki pod Berezą
Realizując swoje plany wznowienia operacji zaczepnej, Sowieci koncentrowali dywizje do uderzenia.
14 września 14 Dywizja Piechoty stacjonowała na pozycjach w rejonie Charki, Tewle, Stryhowo (gmina Stryhowo).
56 pułk piechoty ugrupowany był następująco: II batalion, sztab pułku i 5 bateria w Andronowie; I batalion i 6 bateria w folwarku Legaty; III batalion i 4 kompania karabinów maszynowych w Legatach; 9 kompania wraz z 3 kompanią karabinów maszynowych rozmieściła swoje placówki na ubezpieczeniu w Imieninach. 11 kompania stacjonowała w Dubowie, a 4 bateria w Guśkach.
15 września Sowieci uderzyli na pozycje obronne 56 pułku piechoty, wspierane trzema bateriami 14 pułku artylerii polowej. Główne uderzenie skierowane było na 9 kompanię por. Kaczmarka. Zła ocena sytuacji, dokonana przez polskiego dowódcę, skutkowała wysokimi stratami w plutonie wysłanym na rozpoznanie. Na pomoc 9 kompanii dowódca pułku ściągnął pozostałe kompanie III batalionu.
Z Berezy w kierunku polskich stanowisk ruszyły tyraliery 57 Brygady Strzelców. Brygada niedawno otrzymała uzupełnienie, a w jej pułkach służyli głównie komuniści i ochotnicy z Moskwy i Piotrogrodu. Mimo ognia polskich sześciu baterii artylerii i grupy ogniowej złożonej z obsług ckm-ów trzech kompanii, pomimo wysokich strat, przeciwnik uparcie szedł do przodu. Jego natarcie zostało załamane dopiero około 100 m od polskich okopów. Wtedy do kontrataku przeszli Polacy. III/56 pp zajął Berezę, a w rejonie Laskowa stanął II/55 pp.
Kilka godzin później sytuacja odwróciła się. Z lasów położonych 700 m na wschód od Berezy sowieci wyprowadzili swój kontratak. Wykorzystując fałdy terenowe i ogień własnej artylerii, podeszli na odległość około 150 m od polskich stanowisk i ruszyli do szturmu. Po krótkiej walce opanowali Berezę. Równocześnie zaatakowane zostały pozycje 57 pułku piechoty. Ten ugiął się pod naporem czerwonoarmistów i oddał wieś Bosiacz.
Na zagrożone kierunki dowódca 14 DP gen. Konarzewski wysłał swoje odwody. Pod Bosiacz pomaszerował II/56 pp wzmocniony 5 baterią 14 pap, a do folwarku Imieniny został ściągnięty I/56 pułku piechoty. Następnego dnia nieprzyjaciel uderzył pod Laskowem i wyparł ze stanowisk II/55 pp. Dwa plutony 7/55 pp zostały oderwane od reszty batalionu i zajęły stanowiska w kierunku północnym na Laskowo, nadal utrzymując łączność z 9/56 pp w rejonie cmentarza. Co prawda kontratakiem siłami I/55 pp odzyskano miejscowość, ale straty, szczególnie w kadrze oficerskiej, były wysokie. Atakował też II/56 pp. Jego siły główne uderzyły od zachodu na Bosiacz, a 6 kompania obeszła wieś od północy, kompletnie zaskakując przeciwnika. Po krótkiej walce zmuszono czerwonoarmistów do odwrotu. O 7.00 Berezę atakował już cały 56 pułk piechoty: I batalion nacierał od południa, III od zachodu. Wsparcie ogniowe zapewnił III dywizjon 14 pułku artylerii polowej. Atak I batalionu przełamał obronę sowiecką i zmusił nieprzyjaciela do odwrotu.

## Bilans walk
W walkach pod Berezą obie strony poniosły ciężkie straty. 19 Brygada Strzelców przestała praktycznie istnieć.